# Claudia Ferrari
Claudia Ferrari (* 16. Februar 1977 in Budapest; eigentlich Krisztina Fazekas) ist eine ungarische Pornodarstellerin.

## Leben
Bekannt wurde Ferrari vor allem durch die Hauptrolle der Helen Morris in dem 1,9 Millionen US-Dollar budgetierten Hardcorefilm Millionaire, der 2004 mit dem Venus Award für den besten europäischen Pornofilm ausgezeichnet wurde.
Ferrari arbeitet als Darstellerin der Private Media Group und spielte laut IMDb seit 2002 in über 70 Produktionen mit.

## Filmografie
- 2003: Spit Shined
- 2004: Millionaire
- 2004: Eine geile Entscheidung
- 2006: Porn Wars – Episode II
- 2008: Wein, Weib und Wollust
- 2010: MILF Goddesses
- 2011: Best by Private: Best of the Decade